# Natura 2000-område nr. 89 Vadehavet
 Natura 2000-område nr. 89 Vadehavet er inddelt i 10 delområder er på i alt 151.158 hektar og ligger i Varde- , Esbjerg-, Fanø-, Tønder- og Aabenraa Kommuner. Området er for hovedparten sammenfaldende med Nationalpark Vadehavet.

## Beskrivelse
Natura 2000-området omfatter ud over selve Vadehavet også de inddigede marskområder fra Tjæreborg i nord til grænsen i syd, de nederste dele af de større å-systemer med udløb i Vadehavet (Varde Å, Sneum Å, Kongeå og Ribe Å) samt de udpegede habitatområder ved Brede Å, Vidå og Alslev Ådal. Det består af Habitatområderne H78, H86, H90 og H239 og Fuglebeskyttelsesområderne nr. F49, F51, F52, F53, F55, F57, F60, F65 og F67, og staten ejer godt 10 % af landområdet der ligger indenfor vandplanområderne Hovedvandopland Vadehavet og Det Internationale Vanddistrikt Kruså/Vidå.

## De ti delområder

### Delplan for F49 Engarealer ved Ho Bugt
Fuglebeskyttelsesområde nr. F49 enge ved Ho Bugt omfatter 2.711 ha, og hele området er indeholdt i afgrænsningen for habitatområde H78. Forsvarsministeriet ejer en mindre del af beskyttelsesområdet i Skødstrup og Mosevrå Enge mod nordøst.
Fuglebeskyttelsesområdet omfatter store strandengsstrækninger langs vest og nordsiden af Ho Bugt samt de brakke og ferske enge langs Varde Å ind til Varde by. Hovedparten af området er omfattet af bestemmelserne i naturbeskyttelseslovens § 3. Engene rundt om Ho Bugt, og i særdeleshed engene i Varde Ådal, udgør en ganske særlig naturtype. Varde Å’s udløb i Vadehavet er ureguleret, og det giver grundlag for en unik dynamik i det store lavbundsområde, der adskillige gange årligt oversvømmes af en blanding af å- og havvand.
Udpegningsgrundlag
hedehøg (Y)
engsnarre (Y)
klyde (T)
blåhals (Y)

### Delplan for F51 Ribe Holme
Fuglebeskyttelsesområdet, der strækker sig fra Tjæreborg i nord til Høgsbro i syd, består primært af inddigede marskenge, der er gennemskåret af flere store vandløb. Mod vest er områderne afgrænset af havdiger med sluser, der bevirker, at områderne er ferske. Delområdet omfatter også et stort og vigtigt eng- og moseområde omkring Ribe Å øst for Ribe.
Udpegningsgrundlag
rørdrum (Y)
hvid stork (Y)
kortnæbbet gås (T)
bramgås (T)
rørhøg (Y)
hedehøg (Y)
plettet rørvagtel (Y)
engsnarre (Y)
klyde (Y)
hjejle (T)
brushane (Y)
sorthovedet måge (Y)
mosehornugle (Y)
- blåhals (Y) [3] [4]

### Delplan for F52 Mandø
Delområdet består af Mandø, en inddiget vadehavsø med store græsarealer, opdyrkede enge og et mindre klitlandskab mod sydvest. Uden for havdigerne findes et forland med strandenge, der er omgivet af Vadehavets tidevandflader. De inddigede marskenge bliver for størstepartens vedkommende fortsat benyttet som afgræsningsarealer for kreaturer og til høslæt, og størstedelen af strandengene er ekstensivt afgræssede med får. Øens samlede areal er på 854 ha.
Udpegningsgrundlag
bramgås (T)
mørkbuget knortegås (T)
rørhøg (Y)
vandrefalk (T)
klyde (Y)
brushane (Y)
sandterne (Y)
fjordterne (Y)
havterne (Y)
mosehornugle (Y)  

### Delplan for F53 Fanø
Fanø er en næsten 20 km lang vadehavsø, og i fuglebeskyttelsesområdet på øen findes klitter, klitlavninger, klitheder, kærområder og vidtstrakte strandenge. Langs østkysten findes desuden tagrørssumpe, og ind|kære på øen flere nåletræsbevoksninger. Delområdet har en samlet størrelse på 4.439 ha.
Udpegningsgrundlag
rørdrum (Y)
lysbuget knortegås (T)
rørhøg (Y)
vandrefalk (T)
klyde (Y)
hvidbrystet præstekrave (Y)
sandløber (T)
almindelig ryle (Y)
sandterne (Y)
havterne (Y)
dværgterne (Y)
 

### Delplan for F55 Skallingen og Langli
Øen Langli og halvøen Skallingen i den nordvestligste del af Vadehavsområdet udgør 2.367 ha, hvoraf langt størstedelen er offentligt ejet. Området består af forholdsvis unge klit- og strandengsdannelser. De dynamiske landskaber er stort set alle naturligt dannede, og et særligt træk er, at de også i dag er stort set prægede af naturlige processer. Både på Langli og Skallingen findes betydelige flyvesandsdannelser – sandstrande og klitter – som på Skallingen danner grænsen mod det åbne Vesterhav. Den såkaldte indermarsk på Skallingens østside udgør de største sammenhængende, naturlige strandenge i det danske Vadehav. Langli huser den vigtigste forekomst af ynglende kystfugle i det samlede danske Vadehav, og sammen med Skallingen og de tilstødende tidevandsflader, er området også blandt de vigtigste for store antal af rastende og fødesøgende ande- og vadefugle i træktiderne.
Udpegningsgrundlag
skestork (Y)
mørkbuget knortegås (T)
pibeand (T)
sorthovedet måge (Y)
sandterne (Y)
splitterne (Y)
fjordterne (Y)
havterne (Y)
dværgterne (Y)
mosehornugle (Y)
 

### Delplan for F60 Vidåen, Tøndermarsken og Saltvandssøen
Vidåen, Tøndermarsken og Saltvandssøen udgør arealmæssigt 6.498 ha. De vestlige dele, Margrethe Kog, indgår i habitatområde H78 Vadehavet. Centralt i fuglebeskyttelsesområdet krydser desuden H90 Vidå med tilløb, Rudbøl Sø og Magisterkogen. Beskyttelsesområdet består langt overvejende af privatejede arealer, men staten (Fødevareministeriet og Miljøministeriet) ejer dog også betydelige dele mod vest.
Delområdet består af et meget stort marskområde gennemskåret af Vidåen og et utal af mindre vandløb, kanaler og grøfter. I den østlige del (i Magisterkog) danner Vidåen et langstrakt søområde (Rudbøl Sø) omgivet af rørsump. Længst mod vest findes en kunstigt anlagt saltvandssø, hvor vand fra Vadehavet pumpes ind i et ca. 250 ha stort, lavvandet vadeområde bag Det Fremskudte Dige.
Der findes i området en række inddigede kogsområder – Ubjerg Kog, dele af Møgeltønder Kog, Magisterkog, Højer Kog, Rudbøl Kog, Gammel Frederikskog, Ny Frederikskog og Margrethe Kog.
Ny Frederikskog, Gl. Frederikskog, Rudbøl Kog og Magisterkog, i alt 2.570 ha, har været fredet siden 1988. Desuden er Margrethe Kog med Saltvandssøen fredet (1.245 ha).
Udpegningsgrundlag
rørdrum (Y)
hvid stork (Y)
pibesvane (T)
sangsvane (T)
kortnæbbet gås (T)
grågås (T)
bramgås (T)
gravand (T)
pibeand (T)
spidsand (T)
skeand (T)
havørn (T)
rørhøg (Y)
hedehøg (Y)
plettet rørvagtel (Y)
engsnarre (Y)
klyde (TY)
hvidbrystet præstekrave (TY)
hjejle (T)
strandhjejle (T)
islandsk ryle (T)
almindelig ryle (T)
brushane (Y)
lille kobbersneppe (T)
fjordterne (Y)
sortterne (Y)
mosehornugle (Y)
blåhals (Y)
 

### Delplan for F65 Rømø
Fuglebeskyttelsesområde F65 Rømø udgør 6.964 ha, hvoraf mere end halvdelen er offentligt ejet militært øvelsesterræn eller strande.
Områdets vigtigste elementer er store strandengsområder, klitheder og klitsumpe. Desuden indgår vidtstrakte strande, klitter, småsøer, nåletræsplantager, græsmarker og dyrkede jorde. Delområdet er beliggende i Tønder Kommune. Flere landskaber i delområdet er fredet, og de største og mest betydelige fredninger findes midt på øen (960 ha). Desuden Lakolk Sø med omgivelser, der indgår i en 640 ha stor fredning, som også omfatter dele af Nørreland.
Udpegningsgrundlag
rørdrum (Y)
mørkbuget knortegås (T)
rørhøg (Y)
hedehøg (Y)
plettet rørvagtel (Y)
klyde (Y)
hvidbrystet præstekrave (Y)
hjejle (T)
almindelig ryle (Y)
brushane (Y)
sandterne (Y)
splitterne (Y)
fjordterne (Y)
havterne (Y)
dværgterne (Y)
mosehornugle (Y)
natravn (Y)
 

### Delplan for F67 Ballum Enge, Husum Enge og Kamper Strandenge
Ballum Enge, Husum Enge og Kamper Strandenge udgør tilsammen 4.287 ha, og hele området er beliggende uden for – men op til - habitatområde H78 Vadehavet med Ribe Å. Området gennemskæres i den sydlige del af H86 Brede Å. Beskyttelsesområdet består langt overvejende af privatejede arealer. Fuglebeskyttelsesområdet, der strækker sig fra Rejsby Å i nord til Vesterende Ballum i syd, består af vidtstrakte, inddigede marskenge, der er gennemskåret af et par større vandløb. Mod vest er området afgrænset af havdiger med sluser, der bevirker, at områderne er ferske.
Udpegningsgrundlag
sangsvane (T)
kortnæbbet gås (T)
bramgås (T)
hedehøg (Y)
engsnarre (Y)
hjejle (T)
brushane (Y)
mosehornugle (Y)
blåhals (Y)
 

### Delplan for H78 Vadehavet med Ribe Å,Tved Åog Varde Å vest for Varde, H86 Brede Å, H90 Vidå med tilløb, Rudbøl Sø og Magisterkogen og F57 Vadehavet.
Vadehavet er et næringsrigt og lavvandet vådområde på overgangen mellem hav og land. Med dets tidevand, enorme biologiske produktion og særlige naturtyper er det et af de vigtigste vådområder for vandfugle, der benytter den østatlantiske trækrute. Det er således et værdifuldt fouragerings-område for flere millioner vandfugle, der opholder sig her under trækket eller benytter området som yngle-, fældnings- og overvintringslokalitet. Samtidig er dette kystområde levested for mere end 500 arter af planter og dyr, hvoraf flere ikke forekommer andre steder i verden, og Vadehavet har også en særlig betydning som opvækstområde for en del af Nordsøens fisk.
Naturbeskyttelsesområderne i vadehavsområdet omfatter de nedre dele af å-systemerne med udløb i Vadehavet, marsk- og strandengsområder langs fastlandskysten, klit-, strand- og marsklandskaber på øerne Rømø, Mandø, Fanø og Langli, samt tilstødende havområder.
I området findes en del fredninger, men den overordnede beskyttelse varetages gennem bestemmelserne for Natur- og Vildtreservat Vadehavet.
Udpegningsgrundlag H78, Naturtyper
Rev (1170)
Enårig strandengsvegetation (1310)
Vadegræssamfund (1320)
Strandeng (1330)
Forklit (2110)
Hvid klit (2120)
Grå/grøn klit (2130)
Klithede* (2140)
Havtornklit (2160)
Grårisklit (2170)
Skovklit (2180)
Klitlavning (2190)
Visse-indlandsklit (2310)
Græs-indlandsklit (2330)
Søbred med småurter (3130)
Kransnålalge-sø (3140)
Næringsrig sø (3150)
Brunvandet sø (3160)
Vandløb (3260)
Våd hede (4010)
Tør hede (4030)
Kalkoverdrev* (6210)
Surt overdrev* (6230)
Tidvis våd eng (6410)
Tørvelavning (7150)
Rigkær (7230)
Stilkege-krat (9190)
Skovbevokset tørvemose* (91D0)
Elle- og askeskov* (91E0)
Udpegningsgrundlag H78, Arter
Havlampret (1095)
Bæklampret (1096)
Flodlampret (1099)
Stavsild (1103)
Laks (1106)
Snæbel* (1113)
Marsvin (1351)
Odder (1355)
Gråsæl (1364)
Spættet sæl (1365)
Udpegningsgrundlag H86
Vandløb (3260)
Bæklampret (1096)
Flodlampret (1099)
Snæbel* (1113)
Udpegningsgrundlag H90, Naturtyper
Næringsrig sø (3150)
Vandløb (3260)
Rigkær (7230)
Udpegningsgrundlag H90, Arter
Havlampret (1095)
Bæklampret (1096)
Flodlampret (1099)
Snæbel* (1113)
Dyndsmerling (1145)
Odder (1355)
Udpegningsgrundlag F57
kortnæbbet gås (T)
grågås (T)
bramgås (T)
mørkbuget knortegås (T)
lysbuget knortegås (T)
gravand (T)
pibeand (T)
krikand (T)
spidsand (T)
skeand (T)
edderfugl (T)
sortand (T)
havørn (T)
blå kærhøg (T)
vandrefalk (T)
strandskade (T)
klyde (TY)
hvidbrystet præstekrave (TY)
hjejle (T)
strandhjejle (T)
islandsk ryle (T)
sandløber (T)
almindelig ryle (T)
lille kobbersneppe (T)
stor regnspove (T)
rødben (T)
hvidklire (T)
dværgmåge (T)
sandterne (Y)
splitterne (Y)
fjordterne (Y)
havterne (Y)
dværgterne (Y)
mosehornugle (Y)

### Delplan for H239 Alslev Ådal
Habitatområde H239 Alslev Ådal ligger på Esbjerg Bakkeø. Det er en mindre smeltevandsdal, der støder op til Varde Å. Habitatområdet dækker et areal på ca. 457 ha, hvor de centrale elementer er selve ådalen og de tilstødende eng- og moseområder. Derudover indgår Varde Sønderhede i habitatområdet. Varde Sønderhede er militært øvelsesterræn og ejet af Forsvaret. Alslev Å og Ådal er en vigtig spredningskorridor med forbindelser til Varde Å, Marbækområdet og Vadehavet. Ved sammenløbet, ca. 8 km fra Ho Bugt og Vadehavet, er Varde Å og Alslev Å tidevandspåvirket. Ca. 113 ha af ådalen blev fredet i 1977.
Udpegningsgrundlag, naturtyper
Visse-indlandsklit (2310)
Revling-indlandsklit (2320)
Søbred med småurter (3130)
Næringsrig sø (3150)
Brunvandet sø (3160)
Vandløb (3260)
Våd hede (4010)
Tør hede (4030)
Surt overdrev* (6230)
Tidvis våd eng (6410)
Urtebræmme (6430)
Hængesæk (7140)
Kildevæld* (7220)
Rigkær (7230)
Udpegningsgrundlag, arter
Havlampret (1095)
Bæklampret (1096)
Flodlampret (1099)
Laks (1106)
Snæbel* (1113)
Odder (1355)
 

## Eksterne kilder og henvisninger
1. ↑  Naturplanen for delområde F49 Engarealer ved Ho Bugt (Webside ikke længere tilgængelig)
2. ↑  Basisanalysen for området (2016-21) (Webside ikke længere tilgængelig)
3. ↑  Naturplanen for delområde F51 (Webside ikke længere tilgængelig)
4. ↑  Basisanalysen for området (2016-21) (Webside ikke længere tilgængelig)
5. ↑  Naturplanen for delområde F52 Mandø  (Webside ikke længere tilgængelig)
6. ↑  Basisanalysen for området (2016-21) (Webside ikke længere tilgængelig)
7. ↑  Naturplanen for delområde F53 Fanø (Webside ikke længere tilgængelig)
8. ↑  Basisanalysen for området (2016-21) (Webside ikke længere tilgængelig)
9. ↑  Naturplanen for delområde F55 Skallingen og Langli (Webside ikke længere tilgængelig)
10. ↑  Basisanalysen for området (2016-21) (Webside ikke længere tilgængelig)
11. ↑  Naturplanen for delområde F60  (Webside ikke længere tilgængelig)
12. ↑  Basisanalysen for området (2016-21) (Webside ikke længere tilgængelig)
13. ↑  Naturplanen for delområde F65 Rømø (Webside ikke længere tilgængelig)
14. ↑  Basisanalysen for området (2016-21) (Webside ikke længere tilgængelig)
15. ↑  Naturplanen for delområde F67 Ballum Enge, Husum Enge og Kamper Strandenge (Webside ikke længere tilgængelig)
16. ↑  Basisanalysen for området (2016-21) (Webside ikke længere tilgængelig)
17. ↑  Bekendtgørelse om fredning og vildtreservat i Vadehavet  på retsinformation.dk
18. ↑  Naturplanen for delområde H78 Vadehavet med Ribe Å, Tved Å og Varde Å vest for Varde, H86 Brede Å, H90 Vidå med tilløb, Rudbøl Sø og Magisterkogen og F57 Vadehavet. (Webside ikke længere tilgængelig)
19. ↑  Basisanalysen for området (2016-21) (Webside ikke længere tilgængelig)
20. ↑  Naturplanen for delområde H239 Alslev Ådal (Webside ikke længere tilgængelig)
21. ↑  Basisanalysen for området (2016-21) (Webside ikke længere tilgængelig)

- Natura 2000-planer 2016-21 Arkiveret 20. juni 2017 hos  Wayback Machine